# 夷隅线
夷隅线（日语：／ Isumi sen */?）是一條連結千葉縣夷隅市的大原站至千葉縣夷隅郡大多喜町的上總中野站，屬於夷隅鐵道的鐵路線。繼承自舊國鐵的特定地方交通線，東日本旅客鐵道（JR東日本）的木原線。

## 概要
本線由JR東日本外房線的大原站開始，沿房總半島東側進入內内陸地區，直至到達上總中野站時與小湊鐵道線接續，再通往JR東日本內房線的五井站，形式了一條橫貫房總半島的路線。其中，國吉～總元間乃沿夷隅川沿岸敷設。
自夷隅鐵道接手後，財政狀況一直並不十分理想。慢性但持續性的赤字引發應否繼續營運的問題。2007年10月29日，夷隅鐵道舉行了「鐵道再生會議」，議決將以2008及2009共兩年度的收支表為基準，以決定後續方向。假如2009年度的財政決算中仍未見有改善，則會提出廢線及以其他公共交通手段來續辦的可能性。為此，夷隅鐵道以增加班次、推出為車站增設副站名命名權等來增加收入、開設新站（城見丘站）等去改善經營環境及增加客源。結果，在財政得到改善下，2010年8月6日議決路線繼續營運。
現時，包括兩端總站共十四個車站中，有九個均設有副站名。

## 歷史
2024年10月4日，夷隅線國吉站至上總中川站間的路段發生列車脫軌事件，導致全線停止運轉，並改以代行巴士行駛。2025年6月2日，夷隅鐵道宣布，將在2027年秋季恢復大原站至大多喜站的區段，並預估恢復全線營運的總費用高達14億5千萬日圓。

## 路線資料
- 路線距離（營業距離）：26.8公里
- 軌距：1067毫米
- 站數：14個（包括起終點站）
- 複線路段：沒有（全線單線）
- 電氣化路段：沒有（全線非電氣化（日语：非電化））
- 閉塞方式：特殊自動閉塞式（電子符號照查式）
  - 可交會車站：3個（上總東、國吉、大多喜）

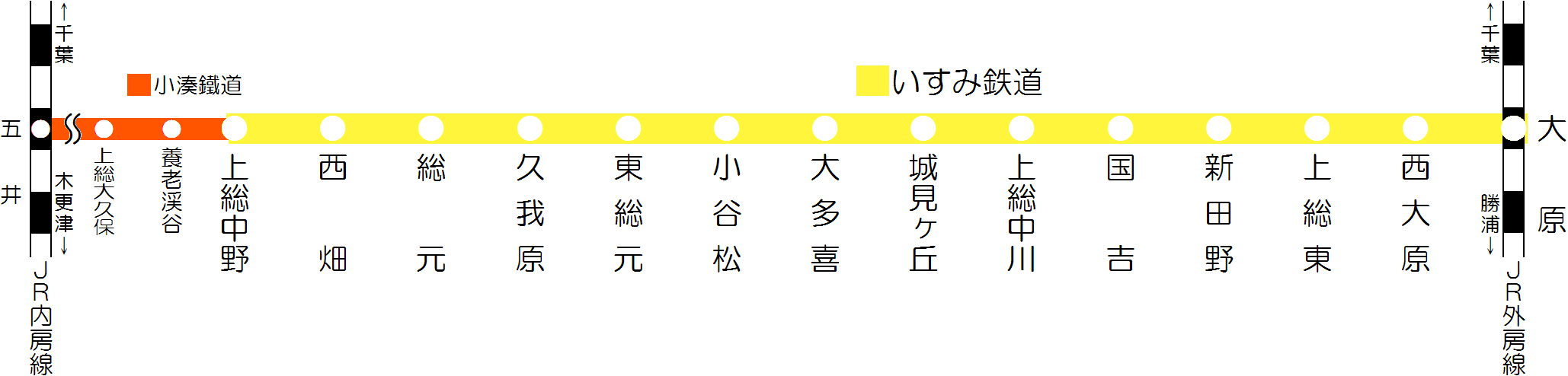
夷隅線路線圖（連小湊鐵道線形成房總橫斷路線）

- 保安裝置：ATS-SN
- 車輛基地所在站：大多喜站

## 車站列表
2024年10月4日，因於國吉站與上總中川站之間發生了列車脫軌事件，現時全線列車均停駛並改以代行巴士行駛，並且仍尚未確定恢復運行的時間。
- 所有車站都位於千葉縣。
- 站名欄下段是出售命名權後的站名。
- 全部班次為普通列車，停靠所有車站
- 軌道（全線單線） … ◇：可列車交會，｜：不可列車交會

| 中文站名                         | 日文站名                         | 英文站名 | 站間距離 | 累計距離 | 接續路線               | 軌道 | 所在地         |
| -------------------------------- | -------------------------------- | -------- | -------- | -------- | ---------------------- | ---- | -------------- |
| 大原                             |                                  |          | -        | 0.0      | 東日本旅客鐵道：外房線 | ◇    | 夷隅市         |
| 西大原                           |                                  |          | 1.7      | 1.7      |                        | ｜   | 夷隅市         |
| 上總東                           |                                  |          | 3.5      | 5.2      |                        | ◇    | 夷隅市         |
| 新田野 （Suntec新田野）          | （サンテック新田野）             |          | 2.2      | 7.4      |                        | ｜   | 夷隅市         |
| 國吉 （風搖曳谷 國吉）           |                                  |          | 1.4      | 8.8      |                        | ◇    | 夷隅市         |
| 上總中川 （NIGO上总中川）        | （NIGO上総中川）                 |          | 3.1      | 11.9     |                        | ｜   | 夷隅市         |
| 城見丘 （大多喜香草花园城见丘）  | （大多喜ハーブガーデン城見ヶ丘） |          | 2.8      | 14.7     |                        | ｜   | 夷隅郡大多喜町 |
| 大多喜 （Dental Support 大多喜） |                                  |          | 1.1      | 15.8     |                        | ◇    | 夷隅郡大多喜町 |
| 小谷松                           |                                  |          | 2.4      | 18.2     |                        | ｜   | 夷隅郡大多喜町 |
| 東總元 （週刊BikeTV 東總元）     | （）                             |          | 1.4      | 19.6     |                        | ｜   | 夷隅郡大多喜町 |
| 久我原 （三育學院大學久我原）    |                                  |          | 1.2      | 20.8     |                        | ｜   | 夷隅郡大多喜町 |
| 總元 （GSK总元）                 | （GSK総元）                      |          | 1.4      | 22.2     |                        | ｜   | 夷隅郡大多喜町 |
| 西畑 （momo西畑）                | （momo西畑）                     |          | 2.9      | 25.1     |                        | ｜   | 夷隅郡大多喜町 |
| 上總中野                         |                                  |          | 1.7      | 26.8     | 小湊鐵道：小湊鐵道線   | ｜   | 夷隅郡大多喜町 |

## 车辆
- 夷隅铁道夷隅200型柴油客车

## 外部連結
- 夷隅鐵道夷隅線